# Svatý Epenetus
Svatý Epenetus byl jeden ze 70 společníků Ježíše Krista.
Byl společníkem svatého Pavla a stal se biskupem města Kartágo.
Svatý Pavel ho zmiňuje v Listě Římanům:
```
Pozdravujte také shromáždění v jejich domě. Pozdravujte Epaineta, mně velmi drahého, který se jako první v provincii Asii oddal Kristu. 
Řím
 16, 5 (
Kral
, 
ČEP
)
```

Více informací není známo. 
Jeho svátek se slaví 30. července.